# Temporada 2000 de Fórmula 3000 Internacional
La temporada 2000 de Fórmula 3000 Internacional fue la 16.º de dicha categoría. Comenzó el 8 de abril en Imola y finalizó en Spa-Francorchamps el 26 de agosto.
Bruno Junqueira logró el Campeonato de Pilotos, mientras que D2 Playlife Super Nova se quedó con el Campeonato de Escuderías.

## Escuderías y pilotos
| Escudería                  | N.º | Piloto               | Rondas    |
| -------------------------- | --- | -------------------- | --------- |
| MySap.com                  | 1   | Stéphane Sarrazin    | 1-6       |
| MySap.com                  | 1   | Tomas Scheckter      | 7-10      |
| MySap.com                  | 2   | Tomáš Enge           | Todas     |
| D2 Playlife Super Nova     | 3   | Nicolas Minassian    | Todas     |
| D2 Playlife Super Nova     | 4   | David Saelens        | Todas     |
| Petrobras Junior Team      | 5   | Jaime Melo Jr.       | Todas     |
| Petrobras Junior Team      | 6   | Bruno Junqueira      | Todas     |
| Team Astromega             | 7   | Fernando Alonso      | Todas     |
| Team Astromega             | 8   | Fabrice Walfisch     | 1-6       |
| Team Astromega             | 8   | Marc Goossens        | 7-10      |
| Gauloises Formula          | 9   | André Couto          | Todas     |
| Gauloises Formula          | 10  | Sébastien Bourdais   | Todas     |
| Kid Jensen Racing          | 11  | Andrea Piccini       | Todas     |
| Kid Jensen Racing          | 12  | Bas Leinders         | Todas     |
| Red Bull Junior Team F3000 | 15  | Ricardo Maurício     | Todas     |
| Red Bull Junior Team F3000 | 16  | Enrique Bernoldi     | Todas     |
| Nordic Racing              | 17  | Kevin McGarrity      | Todas     |
| Nordic Racing              | 18  | Justin Wilson        | Todas     |
| WRT                        | 19  | Hidetoshi Mitsusada  | 1-3       |
| WRT                        | 19  | Marc Hynes           | 4-6       |
| WRT                        | 19  | Dino Morelli         | 7-8       |
| WRT                        | 19  | Soheil Ayari         | 9-10      |
| WRT                        | 20  | Ananda Mikola        | Todas     |
| DAMS                       | 21  | Franck Montagny      | Todas     |
| DAMS                       | 22  | Kristian Kolby       | Todas     |
| Arden Team Russia          | 23  | Darren Manning       | Todas     |
| Arden Team Russia          | 24  | Viktor Maslov        | Todas     |
| European Arrows F3000      | 25  | Mark Webber          | Todas     |
| European Arrows F3000      | 26  | Christijan Albers    | Todas     |
| Witmeur KTR                | 27  | Jeffrey van Hooydonk | Todas     |
| Witmeur KTR                | 28  | Yves Olivier         | Todas     |
| Fortec Motorsport          | 29  | Mário Haberfeld      | 1-3, 6-10 |
| Fortec Motorsport          | 29  | Jamie Davies         | 4-5       |
| Fortec Motorsport          | 30  | Jamie Davies         | 10        |
| Fortec Motorsport          | 30  | Andreas Scheld       | 1-9       |
| Coloni F3000               | 31  | Soheil Ayari         | 1-7       |
| Coloni F3000               | 31  | Fabrice Walfisch     | 9-10      |
| Coloni F3000               | 32  | Fabrizio Gollin      | Todas     |

## Calendario
| Ronda | Circuito                                     | País        | Fecha        |
| ----- | -------------------------------------------- | ----------- | ------------ |
| 1     | Autodromo Enzo e Dino Ferrari, Imola         | Italia      | 8 de abril   |
| 2     | Circuito de Silverstone, Silverstone         | Reino Unido | 22 de abril  |
| 3     | Circuito de Barcelona-Cataluña, Montmeló     | España      | 5 de mayo    |
| 4     | Nürburgring, Nürburg                         | Alemania    | 20 de mayo   |
| 5     | Circuito de Mónaco, Montecarlo               | Mónaco      | 3 de junio   |
| 6     | Circuito de Nevers Magny-Cours, Magny-Cours  | Francia     | 1 de julio   |
| 7     | A1-Ring, Spielberg                           | Austria     | 15 de julio  |
| 8     | Hockenheimring, Hockenheim                   | Alemania    | 29 de julio  |
| 9     | Hungaroring, Mogyoród                        | Hungría     | 12 de agosto |
| 10    | Circuito de Spa-Francorchamps, Francorchamps | Bélgica     | 26 de agosto |

## Resultados
| Ronda   | Ronda             | Pole Position        | Vuelta rápida     | Piloto ganador    | Escudería ganadora     |
| ------- | ----------------- | -------------------- | ----------------- | ----------------- | ---------------------- |
| 1       | Imola             | Bruno Junqueira      | Stéphane Sarrazin | Nicolas Minassian | D2 Playlife Super Nova |
| 2       | Silverstone       | Darren Manning       | Stéphane Sarrazin | Mark Webber       | European Arrows F3000  |
| 3       | Barcelona         | Enrique Bernoldi     | Mark Webber       | Bruno Junqueira   | Petrobras Junior Team  |
| 4       | Nürburgring       | David Saelens        | Bruno Junqueira   | Bruno Junqueira   | Petrobras Junior Team  |
| 5       | Montecarlo        | David Saelens        | Fernando Alonso   | Bruno Junqueira   | Petrobras Junior Team  |
| 6       | Magny-Cours       | Sébastien Bourdais   | Mark Webber       | Nicolas Minassian | D2 Playlife Super Nova |
| 7       | Spielberg         | Jeffrey van Hooydonk | Tomáš Enge        | Nicolas Minassian | D2 Playlife Super Nova |
| 8       | Hockenheim        | Tomáš Enge           | Darren Manning    | Tomáš Enge        | MySap.com              |
| 9       | Budapest          | Bruno Junqueira      | Marc Goossens     | Bruno Junqueira   | Petrobras Junior Team  |
| 10      | Spa-Francorchamps | Fernando Alonso      | Fernando Alonso   | Fernando Alonso   | Team Astromega         |
| Fuente: |                   |                      |                   |                   |                        |

## Clasificaciones

### Sistema de puntuación
| Posición | 1.º | 2.º | 3.º | 4.º | 5.º | 6.º |
| Puntos   | 10  | 6   | 4   | 3   | 2   | 1   |

### Campeonato de Pilotos
| Pos.    | Piloto               | IMO | SIL | BAR | NÜR | MON | MAG | SPI | HOC | BUD | SPA | Puntos |
| ------- | -------------------- | --- | --- | --- | --- | --- | --- | --- | --- | --- | --- | ------ |
| 1       | Bruno Junqueira      | 2   | 5   | 1   | 1   | 1   | 13  | 7   | Ret | 1   | 9   | 48     |
| 2       | Nicolas Minassian    | 1   | 11  | 2   | Ret | 5   | 1   | 1   | 7   | 4   | 3   | 45     |
| 3       | Mark Webber          | 3   | 1   | Ret | Ret | Ret | 16  | 4   | 3   | 9   | 16  | 21     |
| 4       | Fernando Alonso      | 9   | EX  | 15  | Ret | 8   | Ret | 6   | Ret | 2   | 1   | 17     |
| 5       | Justin Wilson        | 8   | 3   | 5   | Ret | 7   | 9   | 2   | Ret | 5   | 5   | 16     |
| 6       | Tomáš Enge           | 5   | 13  | Ret | Ret | DNQ | 5   | 16  | 1   | 17  | 6   | 15     |
| 7       | David Saelens        | Ret | 8   | 3   | Ret | 3   | 3   | Ret | 18  | 11  | 4   | 15     |
| 8       | Darren Manning       | 12  | 2   | 7   | Ret | Ret | 8   | 3   | 13  | 8   | Ret | 10     |
| 9       | Sébastien Bourdais   | Ret | 10  | 8   | 4   | Ret | 2   | 9   | DNS | 14  | Ret | 9      |
| 10      | Fabrizio Gollin      | 6   | DNQ | 17  | 2   | 10  | 14  | DNQ | Ret | 18  | Ret | 7      |
| 11      | Jamie Davies         |     |     |     | 8   | 2   |     |     |     |     | 12  | 6      |
| 12      | Marc Goossens        |     |     |     |     |     |     | 10  | 10  | 19  | 2   | 6      |
| 13      | Tomas Scheckter      |     |     |     |     |     |     | 18  | 2   | 21  | DNS | 6      |
| 14      | Jaime Melo Jr.       | 4   | 16  | 14  | 6   | DNQ | 17  | 5   | 8   | DNQ | 18  | 6      |
| 15      | Franck Montagny      | Ret | 7   | 6   | Ret | 6   | 4   | 17  | Ret | 12  | Ret | 5      |
| 16      | Enrique Bernoldi     | Ret | 4   | Ret | Ret | Ret | 23  | 14  | 6   | 6   | 10  | 5      |
| 17      | Ricardo Maurício     | Ret | Ret | Ret | Ret | Ret | Ret | Ret | 14  | 3   | 7   | 4      |
| 18      | André Couto          | Ret | 14  | 10  | 3   | Ret | 21  | Ret | 17  | Ret | 11  | 4      |
| 19      | Jeffrey van Hooydonk | 13  | 9   | 4   | Ret | 9   | 19  | 12  | Ret | Ret | Ret | 3      |
| 20      | Andrea Piccini       | Ret | DNQ | 11  | 9   | Ret | 12  | Ret | 4   | 16  | 13  | 3      |
| 21      | Kevin McGarrity      | 15  | Ret | Ret | Ret | 4   | 15  | DNQ | 11  | Ret | DNQ | 3      |
| 22      | Stéphane Sarrazin    | 7   | 19  | 9   | 5   | Ret | 6   |     |     |     |     | 3      |
| 23      | Kristian Kolby       | 11  | 12  | Ret | DNQ | DNQ | DNQ | DNQ | 5   | 20  | 15  | 2      |
| 24      | Soheil Ayari         | 14  | 6   | Ret | Ret | Ret | 22  | Ret |     | 13  | 14  | 1      |
| 25      | Christijan Albers    | Ret | Ret | 12  | Ret | Ret | 7   | Ret | DNQ | Ret | 8   | 0      |
| 26      | Bas Leinders         | 16  | Ret | 13  | Ret | Ret | 10  | 11  | DNQ | 7   | Ret | 0      |
| 27      | Yves Olivier         | DNQ | 20  | 16  | 7   | DNQ | DNQ | 13  | 16  | DNQ | 17  | 0      |
| 28      | Mário Haberfeld      | 10  | 17  | DNS |     |     | 11  | 8   | 9   | 15  | Ret | 0      |
| 29      | Fabrice Walfisch     | Ret | Ret | DNQ | Ret | Ret | 18  |     |     | 10  | DNQ | 0      |
| 30      | Andreas Scheld       | DNQ | Ret | DNQ | DSQ | 11  | DNQ | Ret | 12  | DNQ |     | 0      |
| 31      | Ananda Mikola        | Ret | 15  | 19  | DNQ | Ret | 20  | 15  | DNQ | Ret | DNQ | 0      |
| 32      | Viktor Maslov        | DNQ | Ret | 18  | DNQ | Ret | DNQ | Ret | 15  | DNQ | DNQ | 0      |
| NC      | Marc Hynes           |     |     |     | DNQ | Ret | Ret |     |     |     |     | 0      |
| NC      | Dino Morelli         |     |     |     |     |     |     | DNQ | Ret |     |     | 0      |
| NC      | Hidetoshi Mitsusada  | DNQ | DNQ | DNQ |     |     |     |     |     |     |     | 0      |
| Pos.    | Piloto               | IMO | SIL | BAR | NÜR | MON | MAG | SPI | HOC | BUD | SPA | Puntos |
| Fuente: |                      |     |     |     |     |     |     |     |     |     |     |        |

| Color     | Resultado                                                               |
| --------- | ----------------------------------------------------------------------- |
| Oro       | Ganador                                                                 |
| Plata     | 2.ª plaza                                                               |
| Bronce    | 3.ª plaza                                                               |
| Verde     | Finalizó en los puntos                                                  |
| Azul      | Finalizó sin puntos                                                     |
| Azul      | NC - No clasificado                                                     |
| Violeta   | Ret - No terminó (Carrera)                                              |
| Rojo      | DNQ - No se clasificó                                                   |
| Negro     | DSQ - Descalificado                                                     |
| Blanco    | DNS - No empezó (carrera)                                               |
| Blanco    | WD - Retirado (fin de semana)                                           |
| Blanco    | C - Carrera cancelada                                                   |
| Sin color | DNP - Inscrito pero no participó                                        |
| Sin color | INJ - Lesionado                                                         |
| Sin color | EX - Excluido                                                           |
| Estado    | Resultado                                                               |
| Negrita   | Pole position                                                           |
| Cursiva   | Vuelta rápida                                                           |
| †         | Abandona, pero clasifica al completar el porcentaje requerido para ello |

### Campeonato de Escuderías
| Pos.    | Escudería                  | N.º | IMO | SIL | BAR | NÜR | MON | MAG | SPI | HOC | BUD | SPA | Puntos |
| ------- | -------------------------- | --- | --- | --- | --- | --- | --- | --- | --- | --- | --- | --- | ------ |
| 1       | D2 Playlife Super Nova     | 3   | 1   | 11  | 2   | Ret | 5   | 1   | 1   | 7   | 4   | 3   | 60     |
| 1       | D2 Playlife Super Nova     | 4   | Ret | 8   | 3   | Ret | 3   | 3   | Ret | 18  | 11  | 4   | 60     |
| 2       | Petrobras Junior Team      | 5   | 4   | 16  | 14  | 6   | DNQ | 17  | 5   | 8   | DNQ | 18  | 54     |
| 2       | Petrobras Junior Team      | 6   | 2   | 5   | 1   | 1   | 1   | 13  | 7   | Ret | 1   | 9   | 54     |
| 3       | MySap.com                  | 1   | 7   | 19  | 9   | 5   | Ret | 6   | 18  | 2   | 21  | DNS | 24     |
| 3       | MySap.com                  | 2   | 5   | 13  | Ret | Ret | DNQ | 5   | 16  | 1   | 17  | 6   | 24     |
| 4       | Team Astromega             | 7   | 9   | EX  | 15  | Ret | 8   | Ret | 6   | Ret | 2   | 1   | 23     |
| 4       | Team Astromega             | 8   | Ret | Ret | DNQ | Ret | Ret | 18  | 10  | 10  | 19  | 2   | 23     |
| 5       | European Arrows F3000      | 25  | 3   | 1   | Ret | Ret | Ret | 16  | 4   | 3   | 9   | 16  | 21     |
| 5       | European Arrows F3000      | 26  | Ret | Ret | 12  | Ret | Ret | 7   | Ret | DNQ | Ret | 8   | 21     |
| 6       | Nordic Racing              | 17  | 15  | Ret | Ret | Ret | 4   | 15  | DNQ | 11  | Ret | DNQ | 19     |
| 6       | Nordic Racing              | 18  | 8   | 3   | 5   | Ret | 7   | 9   | 2   | Ret | 5   | 5   | 19     |
| 7       | Gauloises Formula          | 9   | Ret | 14  | 10  | 3   | Ret | 21  | Ret | 17  | Ret | 11  | 13     |
| 7       | Gauloises Formula          | 10  | Ret | 10  | 8   | 4   | Ret | 2   | 9   | DNS | 14  | Ret | 13     |
| 8       | Arden Team Russia          | 23  | 12  | 2   | 7   | Ret | Ret | 8   | 3   | 13  | 8   | Ret | 10     |
| 8       | Arden Team Russia          | 25  | DNQ | Ret | 18  | DNQ | Ret | DNQ | Ret | 15  | DNQ | DNQ | 10     |
| 9       | Red Bull Junior Team F3000 | 15  | Ret | Ret | Ret | Ret | Ret | Ret | Ret | 14  | 3   | 7   | 9      |
| 9       | Red Bull Junior Team F3000 | 16  | Ret | 4   | Ret | Ret | Ret | 23  | 14  | 6   | 6   | 10  | 9      |
| 10      | Coloni F3000               | 31  | 14  | 6   | Ret | Ret | Ret | 22  | Ret |     | 10  | DNQ | 8      |
| 10      | Coloni F3000               | 32  | 6   | DNQ | 17  | 2   | 10  | 14  | DNQ | Ret | 18  | Ret | 8      |
| 11      | DAMS                       | 21  | Ret | 7   | 6   | Ret | 6   | 4   | 17  | Ret | 12  | Ret | 7      |
| 11      | DAMS                       | 22  | 11  | 12  | Ret | DNQ | DNQ | DNQ | DNQ | 5   | 20  | 15  | 7      |
| 12      | Fortec Motorsport          | 29  | 10  | 17  | DNS | 8   | 2   | 11  | 8   | 9   | 15  | Ret | 6      |
| 12      | Fortec Motorsport          | 30  | DNQ | Ret | DNQ | DSQ | 11  | DNQ | Ret | 12  | DNQ | 12  | 6      |
| 13      | Witmeur KTR                | 27  | 13  | 9   | 4   | Ret | 9   | 19  | 12  | Ret | Ret | Ret | 3      |
| 13      | Witmeur KTR                | 28  | DNQ | 20  | 16  | 7   | DNQ | DNQ | 13  | 16  | DNQ | 17  | 3      |
| 14      | Kid Jensen Racing          | 11  | Ret | DNQ | 11  | 9   | Ret | 12  | Ret | 4   | 16  | 13  | 3      |
| 14      | Kid Jensen Racing          | 12  | 16  | Ret | 13  | Ret | Ret | 10  | 11  | DNQ | 7   | Ret | 3      |
| 15      | WRT                        | 19  | DNQ | DNQ | DNQ | DNQ | Ret | Ret | DNQ | Ret | 13  | 14  | 0      |
| 15      | WRT                        | 20  | Ret | 15  | 19  | DNQ | Ret | 20  | 15  | DNQ | Ret | DNQ | 0      |
| Pos.    | Escudería                  | N.º | IMO | SIL | BAR | NÜR | MON | MAG | SPI | HOC | BUD | SPA | Puntos |
| Fuente: |                            |     |     |     |     |     |     |     |     |     |     |     |        |

| Color     | Resultado                                                               |
| --------- | ----------------------------------------------------------------------- |
| Oro       | Ganador                                                                 |
| Plata     | 2.ª plaza                                                               |
| Bronce    | 3.ª plaza                                                               |
| Verde     | Finalizó en los puntos                                                  |
| Azul      | Finalizó sin puntos                                                     |
| Azul      | NC - No clasificado                                                     |
| Violeta   | Ret - No terminó (Carrera)                                              |
| Rojo      | DNQ - No se clasificó                                                   |
| Negro     | DSQ - Descalificado                                                     |
| Blanco    | DNS - No empezó (carrera)                                               |
| Blanco    | WD - Retirado (fin de semana)                                           |
| Blanco    | C - Carrera cancelada                                                   |
| Sin color | DNP - Inscrito pero no participó                                        |
| Sin color | INJ - Lesionado                                                         |
| Sin color | EX - Excluido                                                           |
| Estado    | Resultado                                                               |
| Negrita   | Pole position                                                           |
| Cursiva   | Vuelta rápida                                                           |
| †         | Abandona, pero clasifica al completar el porcentaje requerido para ello |